# ふわゆる〜♪こしょこしょ話
ふわゆる〜♪こしょこしょ話（ -はなし）は、ぷろだくしょんバオバブ公式ホームページ内「バオバブボイスシアター スクランブルトレイン」で配信されていたインターネットラジオ番組である。

## 概要
- 配信日：不定期月曜日
- 配信期間：2006年10月23日 - 2009年8月31日（全50回）
- パーソナリティ： 松岡由貴、木村まどか、笹川亜矢奈（いずれもぷろだくしょんバオバブ所属の声優）
- 配信サイト：ぷろだくしょんバオバブ公式ホームページ

## 番組構成
- 配信時間は10分程度。
- 決まったコーナーはなく、基本的にリスナーからのメールをもとに、フリートークを展開する。
- 肩肘を張らず、風呂に浸かっているかのような、ゆるいトーク番組を目指している。

## ゲスト
- 小林美佐（第7回、第8回）

## 備考
- 2007年5月は、木村がAice5の活動で多忙だったため休んだ。
- 2007年8月は、松岡が急病で入院したため、一ヶ月間更新がなかった。
- 2007年年末頃から更新が滞りがちになっており、事実上、不定期月曜日更新になった。